# ۵-هیدروکسی ایزو اورات
۵-هیدروکسی ایزو اورات (به انگلیسی: 5-Hydroxyisourate) با فرمول شیمیایی C5H4N4O4 یک ترکیب شیمیایی با شناسه پاب‌کم 151348 است. که جرم مولی آن ۱۸۴٫۱۱ گرم بر مول می‌باشد. 